# Apophylia cheni
Apophylia cheni là một loài bọ cánh cứng trong họ Chrysomelidae. Loài này được Bezdek & Zhang miêu tả khoa học năm 2006.